# Schmalspurbahn Eséka–Makak
| Hölzerne Behelfsbrücke über die Petite Malumé |                     |                               |                               |
| Heutiger Streckenverlauf |                     |                               |                               |
| |                     |                               |                               |
| Streckenverlauf 1915 |                     |                               |                               |
| Streckenlänge: | 40 km               |                               |                               |
| Spurweite: | 600 mm (Schmalspur) |                               |                               |
| |                     |                               |                               |
| \| \| \| Von Douala Centre \| \| \| \| 178 \| Eséka \| Eséka \| \| \| 180 \| Umladestelle Le Manège \| Umladestelle Le Manège \| \| \| \| Heute über Makak nach Yaoundé \| \| \| \| 189 \| Petite Malumé \| Petite Malumé \| \| \| 194 \| M’Pobé \| M’Pobé \| \| \| 197,5 \| M’Banga \| M’Banga \| \| \| 201 \| Grande Malumé \| Grande Malumé \| \| \| 218 \| Makak \| Makak \| |                     |                               |                               |
| Strecke von halbrechts |                     | Von Douala Centre             | Von Douala Centre             |
| Kopfbahnhof Streckenanfang (Strecke außer Betrieb) · Bahnhof | 178                 | Eséka                         | Eséka                         |
| Dienststation / Betriebs- oder Güterbahnhof (Strecke außer Betrieb) · ehemaliger Dienststation / Betriebs- oder Güterbahnhof | 180                 | Umladestelle Le Manège        | Umladestelle Le Manège        |
| Strecke (außer Betrieb) · Strecke nach halblinks |                     | Heute über Makak nach Yaoundé | Heute über Makak nach Yaoundé |
| Brücke über Wasserlauf (Strecke außer Betrieb) | 189                 | Petite Malumé                 | Petite Malumé                 |
| Brücke über Wasserlauf (Strecke außer Betrieb) | 194                 | M’Pobé                        | M’Pobé                        |
| Brücke über Wasserlauf (Strecke außer Betrieb) | 197,5               | M’Banga                       | M’Banga                       |
| Brücke über Wasserlauf (Strecke außer Betrieb) | 201                 | Grande Malumé                 | Grande Malumé                 |
| Kopfbahnhof Streckenende (Strecke außer Betrieb) | 218                 | Makak                         | Makak                         |

Die Schmalspurbahn Eséka–Makak war eine bis November 1915 von den Deutschen betriebene, 40 km lange Schmalspurbahn mit 600 mm Spurweite von Eséka nach Makak in der deutschen Kolonie Kamerun, der heutigen Republik Kamerun.

## Geschichte

### Bau und Sabotage durch die Deutschen
Die Bahnstrecke wurde während der deutschen Kolonialzeit gebaut. Während des Ersten Weltkriegs mussten die deutschen Truppen das französisch besetzte Gebiet verlassen und zerstörten im Rahmen der Sabotage auf dem Rückzug die Infrastruktur und Schienenfahrzeuge. Am 22. November 1915 um 5 Uhr Morgens führten sie die letzte große Sprengung durch.

### Wiederinbetriebnahme durch die Franzosen
Im Dezember 1915 nahmen die Franzosen 50 Schmalspurgüterloren wieder in Betrieb, die sie im November 1915 in den Werkstätten von Douala für den Transport von Nachschub und Lebensmitteln repariert und mit Handbremsen ausgestattet hatten. Am 4. Januar 1916 wurden in Makak bei einer Erkundung acht Schmalspurbahnlokomotiven gefunden, die allerdings nicht funktionsfähig waren, weil ihre Pleuelstangen, Armaturen und Rohrleitungen entfernt worden waren. Die Kessel waren durch Explosionen von Sprengladungen in der Feuerbüchse unbrauchbar gemacht worden. Am 20. Januar 1916 wurden einige der aus den Lokomotiven ausgebauten Teile in Makak gefunden. Am Tag darauf wurde festgestellt, dass die Feuerbüchsen der Lokomotiven durch die Explosionen stark beschädigt worden waren, und die Lokomotiven daher vollkommen unbrauchbar waren. Am 24. Januar 1916 konnte aber die zweiachsige Tenderlokomotive N° 112 wieder in Betrieb genommen werden. Auf Anfrage bot der Chefingenieur der Westafrikanischen Pflanzungsgesellschaft Victoria an, eine dreiachsige Schmalspurbahn-Tenderlokomotive zur Verfügung zu stellen. Diese wurde in zwei Teile zerlegt geliefert. Am 2. Februar 1916 riss nach einer Fehlbedienung des Hebezeuges ein Seil, wodurch der leitende Offizier Le Révérend mit inneren Quetschungen und Beckenbruch sehr schwer verletzt wurde. Die Lokomotive konnte aber am 21. Februar 1916 wieder in Betrieb genommen werden. Am 20. April 1916 wurde die Strecke für den kommerziellen Transport von Fahrgästen und Gütern wiedereröffnet.
Die französische Armee traf vom 18. November 1915 bis 22. Januar 1916 bei der Erzwingung des Massivs von Njogo-Ngond entlang der Schmalspurbahn auf ein außergewöhnlich schwieriges Gelände. Die Schluchten waren mit dichten Wald bewachsen. Sie waren menschenleer und ohne Pfade, was das seitliche Vorankommen schwierig machte, das aber aufgrund der Zähigkeit des an der Front gut positionierten Feindes erforderlich war. Es gab wenig direkten Sichtkontakt und nachts konnten keine Fackeln gesehen werden. Die Truppe voranzubewegen forderte jeweils den ganzen Tag, manchmal zwei Tage. Das erklärt die Langsamkeit des Fortschritts. Für die 30 Kilometer, die Eséka und Mangelès in der Luftlinie auseinander liegen, benötigten die Truppen 28 Tage mit täglichen Kämpfen, 1.400 Schüssen und etwa 300 Mann Verlusten auf der französischen Seite.

### Modernisierung der Decauville-Bahn um 1921
Die seit 1914 aufgegebene und von den Deutschen beschädigte Decauville-Bahn wurde nach der Wiederinbetriebnahme laufend repariert. Der größte Teil der Gleise und der Wagen, bei denen die Buntmetall-Lagerschalen aus den Lagern entfernt worden war, wurde wieder instand gesetzt, was es ermöglichte, die Baustellen für die Meterspurbahn nach und nach mit den für einen guten Personaleinsatz notwendigen Transportfahrzeugen auszustatten.
Die Decauville-Bahn wurde im April 1920 wiedereröffnet und hatte bereits 1921 ein nennenswertes Verkehrsaufkommen. An verschiedenen Stellen der Trasse der Neubau-Meterspurstrecke wurden Schotterlieferungen aus Aushub für die zukünftige Nutzung aufgeschüttet. Das 600-mm-Gleis von N'Jock bis Makak, das auch zur Versorgung der Baustellen diente, bestand aus 2 Streckenabschnitten von je 7 km Länge mit leichten Schienen mit einem Metergewicht von 9 kg/m, während der Rest der Strecke schwerere Schienen mit 12 kg/m hatte.
Fünfzehn Kilometer der 1921 bestellten neuen Decauville-Gleise mit einem Metergewicht von 12 kg/m wurden zu Beginn des Jahres 1922 geliefert. Die Substitution des ersten 7 km langen Abschnitts wurde daraufhin im Bereich zwischen Streckenkilometer 35 und 42 (oder 55 und 62) durchgeführt; die Substitution des restlichen Abschnitts wurde 1925 durchgeführt.
Hinter N'Jock hatte die Decauville-Bahn auf einer Länge von etwa 4 Kilometern durchgehend eine Steigung von 55 Promille, wodurch die Traktion der Züge besonders schwierig war. Um die Betriebsbedingungen zu verbessern, wurde beschlossen, auf der neuen metrischen Trasse, sobald sie fertiggestellt wurde, 7 Kilometer neue Decauville-Gleise zu verlegen, die bei Streckenkilometer 188 an das bisher betriebene Gleis mit der Spurweite von 600 mm angeschlossen wurden und im Pomlep-Tal erprobt werden sollten. Diese Arbeiten wurden Ende Dezember abgeschlossen, und die Züge wurden 1925 auf dieser neuen Strecke, die jetzt nur noch eine maximale Steigung von 11 Promille hatte, verkehren.
Mit der Inbetriebnahme des neuen Decauville-Gleises wurden die Gleise des alten, 6 Kilometer langen Abschnitts mit 12 kg/m Gleisen verfügbar, die dann als Ersatz für die verbliebenen 9 kg/m Schienen auf dem von Kilometer 45 bis Kilometer 52 betriebenen Gleis verwendet wird. Die freigewordenen 9-Kilogramm-Schienen wurden dann auf den Baustellen genutzt.
Die Eisenbahnabteilung erwarb 1922 zwei Inspektionsdraisinen für das Decauville-Gleis von N'Jock nach Makak, zu einem Gesamtwert von 70.200 Franc. Gleichzeitig haben die Decauville-Werke 1922, neue Plattformwagen und Baustellenzüge für die Arbeiter gebaut. Dank dieser Fahrzeugbeschaffungen hatte sich die Situation verbessert, und die Decauville-Bahn wurde in die Lage versetzt, den wachsenden Anforderungen ihres Verkehrs gerecht zu werden.
Die Betriebsergebnisse der Decauville-Bahn wurden 1922 als zufriedenstellend bezeichnet und bewiesen die Bedeutung dieser Strecke, deren Leistung jedoch begrenzt war, und erwarten ließen, dass die zukünftige Verlängerung der Meterspurbahn vom Zentrum in Richtung Yaoundé ein attraktives und rentables Verkehrsaufkommen finden sollte.

### Umspurung
Am 1. Januar 1922 begann die Umspurung auf Meterspur. In dem schwierigen Abschnitt Eséka–Makak folgte die Trasse dem kurvenreichen und steilen Maloumé-Tal und wurde durch die Regenfälle, die vor allem 1924 viele Erdrutsche verursachten, behindert. Der Rest der Arbeit verlief reibungslos, so dass die Meterspur-Strecke am 15. August 1927 in Yaoundé bei km 308 ankam. 1955 wurden mit dem Bau der Eisenbahnbrücke von Bonabéri über den Fluss Wouri nach Douala die Nordbahn mit der Mittelandbahn verbunden.

### Verlängerung nach der Unabhängigkeitserklärung
Nachdem in der Volksabstimmung von 1961 beschlossen worden war, das englischsprachige Westkamerun an die Republik Kamerun anzubinden, ließ die Régie des Chemins de Fer du Cameroun (REGIFERCAM) als Verlängerung der Nordbahn den 30 km langen Abschnitt Mbanga–Kumba vermessen und bis 1969 bauen. Die 1961 beschlossene Planung der Transkamerunischen Eisenbahn nahm Bezug auf die 1945 vom Ingenieur Paul Darnault entwickelten Pläne für die Douala–Tschad-Bahn. Sie wurde vom Office du Chemin de Fer Transcamerounais (OCFT), einer von der kamerunischen Regierung gegründeten Organisation, beauftragt. Die ersten beiden Abschnitte, die von einem Investorenkonsortium finanziert und von der italienischen Firma Cogefar gebaut wurden, wurden 1969 (Yaoundé–Belabo, 296 km) und 1974 (Belabo–Ngaoundéré, 327 km) in Betrieb genommen. Anstelle der steilen und kurvenreichen Trassenführung der ursprünglichen Strecke wurde von 1975 bis 1987 die Neubaustrecke Douala–Yaoundé gebaut, die 46 km kürzer als die erste Trasse ist.